# Lepthyphantes beroni
Lepthyphantes beroni là một loài nhện trong họ Linyphiidae.
Loài này thuộc chi Lepthyphantes. Lepthyphantes beroni được miêu tả năm 1979 bởi Deltshev.